# Садівництво

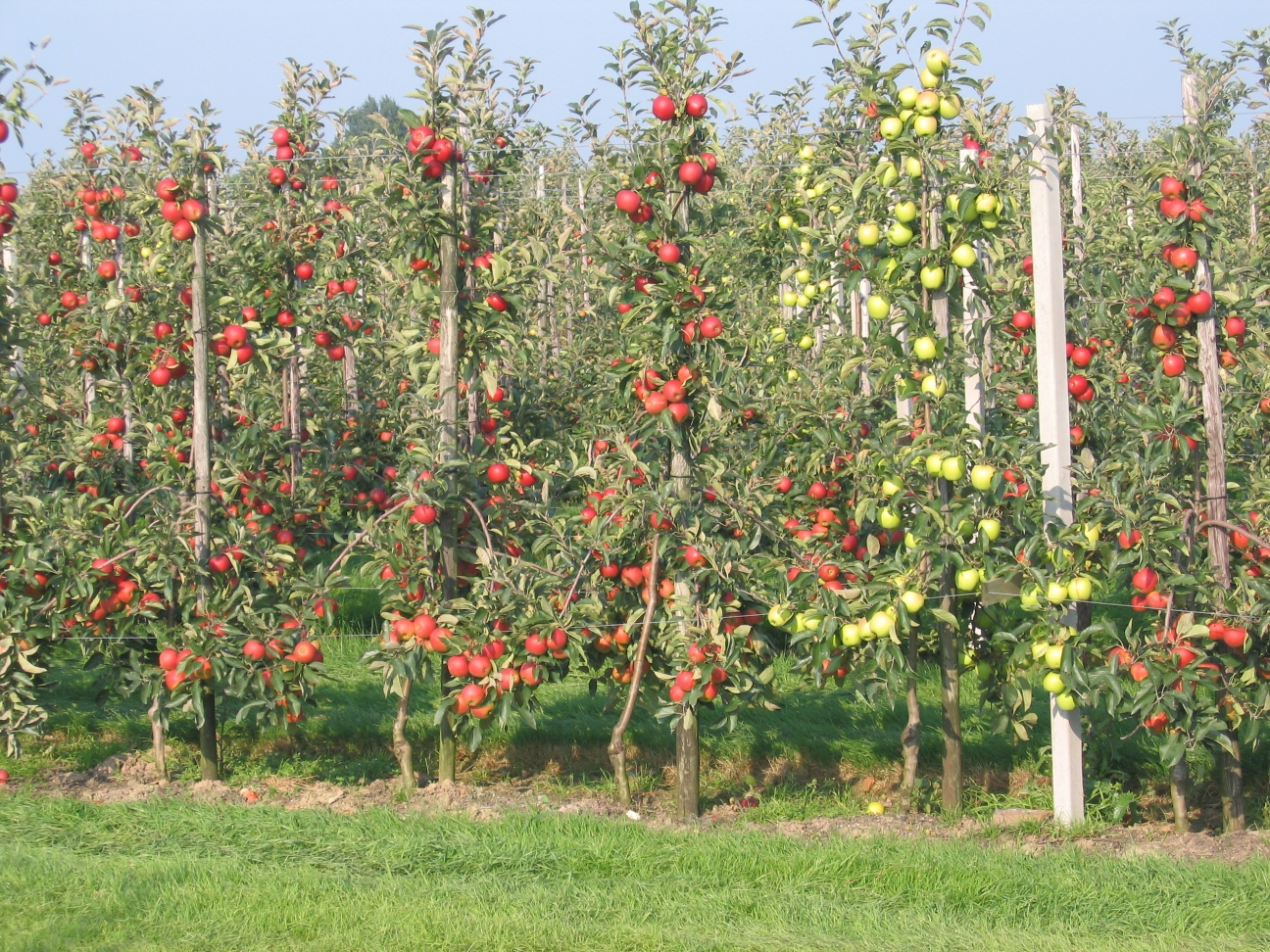
Низькорослі садові насадження

Садівни́цтво — інтенсивна галузь сільського господарства, до якої належить вирощування плодових, ягідних і горіхоплідних культур для одержання плодів, ягід і горіхів. У сучасному розумінні садівництво ототожнюють з плодівництвом. До садівництва належить і виноградарство, яке розглядають як самостійну галузь рослинництва.
Садівництво як і овочівництво є окремою галуззю сільського господарства і має свої особливості.
Наука про сорти плодових, ягідних і горіхоплідних культур називається помологією. Плоди та ягоди є цінними харчовими продуктами; вони містять у собі багато високоякісних мінеральних солей, органічних кислот і вітамінів; горіхи мають багато олії (до 77 %) та білків (до 22 %). З плодів і ягід виготовляють конфітури, компоти, соки, вина, повидло, сиропи, сидри, пастилу та ін. Споживання плодів, ягід і горіхоплідних культур постійно збільшується, зокрема у сирому вигляді. На плоди, ягоди й горіхоплідні культури є чималий попит, і вони дають додатковий прибуток для сільського господарства.

## Засновки галузі
Клімат України сприятливий для культури різних плодових, ягідних і горіхоплідних дерев і кущів. Садівництво в Україні відоме з античних часів, його культивували греки на Північному Причорномор'ї, зокрема в Криму. З княжої доби відомі сади при монастирях (наприклад, з 11 ст. в Києво-Печерському і княжих садибах); плодовими деревами є яблуні, груші, черешні, вишні, сливи, волоський горіх. Як тоді, так і пізніше (аж до 17 ст.) більше значення для прохарчування населення мали дико ростучі плодові дерева й ягоди. Чималого розвитку садівництво зазнало у 16—17 ст., а зокрема у 18, коли воно розвинулося при монастирях, садибах шляхти та козацької старшини; садівниками були переважно чужинці. Пізніше розвиткові садівництва сприяли німецькі, болгарські та чеські колоністи. З 18 ст. садівництво поширилося й серед селян (лише для власного вжитку), з другої пол. 19 також на збут, хоч промислове значення мало головним чином поміщицьке садівництво.

### Районування
Географічне розміщення садів порівняно з 1914 виникли нові промислові райони С., зокрема на Донбасі, у Дніпровському пром. районі та навколо великих м., тобто у районах найбільшого попиту на плоди. Ін. гол. пром. райони С.: Подільсько-Покутський (сади займають бл. 5 % с.-г. угідь; гол. плодові дерева: яблуня, слива, груша, далі черешня й абрикоса); Крим, зокрема передгір'я (5 % с.-г. площі; найкращі сорти яблук, груш, черешень, абрикос, броскви, грец. горіх, оливкові дерева, мигдаль й ін. субтропічні); Закарпаття (сади займають 11 % с.-г. угідь; яблуні, сливи, груші, абрикоси, грец. горіх); Кубань, зокрема на чорноморському березі і на Передкавказзі (яблуні, груші, вишні, черешні, абрикоси; на чорноморському березі також — айва, бросква, волоський горіх, фундук; на півд. від Туапсе оливкове дерево, цитрусові); менші: б. Черкас, Полтави, Мелітополя (особливо черешня).
До найсприятливіших природно-економічних зон для створення сировинних садів належать:
- яблука — Вінницька, Кримська, Закарпатська, Черкаська та Чернівецька області;
- груші — зона Південного Степу Наддністрянщини;
- сливи — Вінницька, Закарпатська, Івано-Франківська, Львівська, Хмельницька, Чернівецька області;
- черешні — зона Південного Степу;
- вишні — Луганська, Донецька, Придніпровська, Харківська області;
- персики — Кримська, Одеська, Херсонська області;
- абрикоси — південні області;
- ягоди — західні області, а також Київська, Чернігівська і Сумська області[3].

## Історія галузі
1887 у 9 українських губерніях було 209 000, 1913 — 293 000 га, садів (у тому ч. 60 % сел.), тобто 44,5 % у всій Рос. Імперії; їхня продукція — 577 000 т, 24,8 центнерів з 1 га; на душу населення припадало 16 кг плодів і ягід. Розміри сел. садів були невеликі, асортимент плодових дерев випадковий і дуже різноманітний, їх вирощування здебідьша — примітивне. Гол. плодовими деревами були: яблуні, вишні, сливи й груші, поширені в усій Україні; далі черешні, а в південній частині абрикоси (морелі), горіхи. Пром. значення С. мало в Подільсько-Басарабському районі (вивіз яблук і чорносливу) і в Криму (високого ґатунку яблука, груші, сливи, морелі, броскви, абрикоси, які вивозилися на ринки головних міст Росії). Вивіз і довіз садовини в Україні рівноважився.
Після занепаду садівництва у 1918—22 і вдруге у першій половині 1930-их pp. (колективізація) площа садів в УРСР збільшилася до 612000 га (34,2 % заг. їх площі в СРСР), у тому ч. у родючому віці лише 57 % (1913 — 46 %), вона зменшилася у 1941-45 і досягла довоєнного ріння щойно 1954. Відтоді площа садівництва постійно зростала і дійшла максимуму в 1965 (1 299 000 га), пізніше незначно зменшилася; 1972 сади і ягідники становили 1 210 000 га (34 % садів у всьому СРСР) і 2,9 % с.-г. угідь в УЗСР. У родючому віці — 873 400 га (69 %), заг. річний збір плодів і ягід у середньому за 1968 — 72 — 2 414 000 т (40 % від всього СРСР), урожайність — 28,7 центнерів з 1 га, на душу населення 51 кг. З усієї площі садів і ягідників 1970 було у колгоспах 453 300 га (37 %), у радгоспах й ін. держ. господарствах 248 000 га (20,2 %), у садибах колгоспників, робітників, службовців — 523 900 (42,8 %). На зерняткові (яблуні, груші) 1970 припадало — 847 800 га (69,2 %), кісточкові (вишні, сливи тощо) — 320 400 га (26,1 %), горіхоплідні — 36 200 га (3 %), ягідники — 21 200 га (1,7 %). У присадибному секторі вирощено аж 47,4 % всіх плодів і ягід (кісточкових, горіхів і ягід — 61 %).
Як і раніше, на першому місці серед плодових дерев стоїть яблуня (1970 — 46,5 % заг. кількости облікованих дерев), поширена в усій Україні з деяким зменшенням у півд. напрямі; далі вишня (20,4 %), слива (15,3 %) і груша (8,2 %) — розповсюджені в усій Україні, з деяким збільшенням у півд. напрямі; менші площі припадають на абрикосу (3,7 %), черешню (2,7 %); горіх (2,1 %) — у Лісостепу і Степу; на ін. плодові дерева припадає 0,9 % (бросква, мигдаль, фундук і субтропічні — оливка культура, цитрусові тощо) — всі на Півд. Україні, гол. в Криму. Див. також Ягідні культури.

## Наукове забезпечення галузі садівництва
Для поширення раціонального садівництва в Україні ще до революції існували різного типу школи (серед ін.: Уманська, Одеська, Никитівська) і курси садівництва, дослідні станції, плодові розсадники (перший у Млієві, що його створив 1888 Л. Симиренко); чимале значення мав Нікітський ботанічний сад. Основні підстави культури і розвитку С. в Україні (а навіть у Сх. Європі) дала родина Симиренків: Платон (1821 — 63) й особливо його син Лев (1885 — 1920) та онук Володимир (1891—1943). Визначними помологами були: М. Кащенко (1855—1935), В. Дашкєвич (1856—1939), А. Піонтковський (1881 — 1943) та ін. Н.-д. справа садівництва значно розвинулася у XX столітті: наукові питання садівництва розробляють Український науково-дослідний інститут садівництва та його дослідні станції, відповідні катедри с.-г. вузів, відділи обл. с.-г. дослідних станцій.
Основним методом досліджень є польовий порівняльний дослід, завдання якого зводиться, як правило, до пошуку кращого варіанту. Отриманий у такий спосіб результат досліду поширюється на регіон з подібними ґрунтово-кліматичними умовами.
Див. також Аґрономія, Сільськогосподарська освіта.

## Економіка садівництва
Затрати праці на створення 1 га плодових насаджень становлять 125—250 людино-днів, ягідних — 95—150 людино-днів, для догляду за плодоносними насадженнями, відповідно, 90—200 та 390—520 людино-днів. Навіть за умови підвищення рівня механізації, який в наш час[коли?] становить у садівництві 15—20 %, розсадництві 7—8, ягідництві 5—7 %, як передбачається у 2,5—3,0 раза, виробництво плодів і ягід залишатиметься одним з найбільш трудомістких.

## Технології галузі

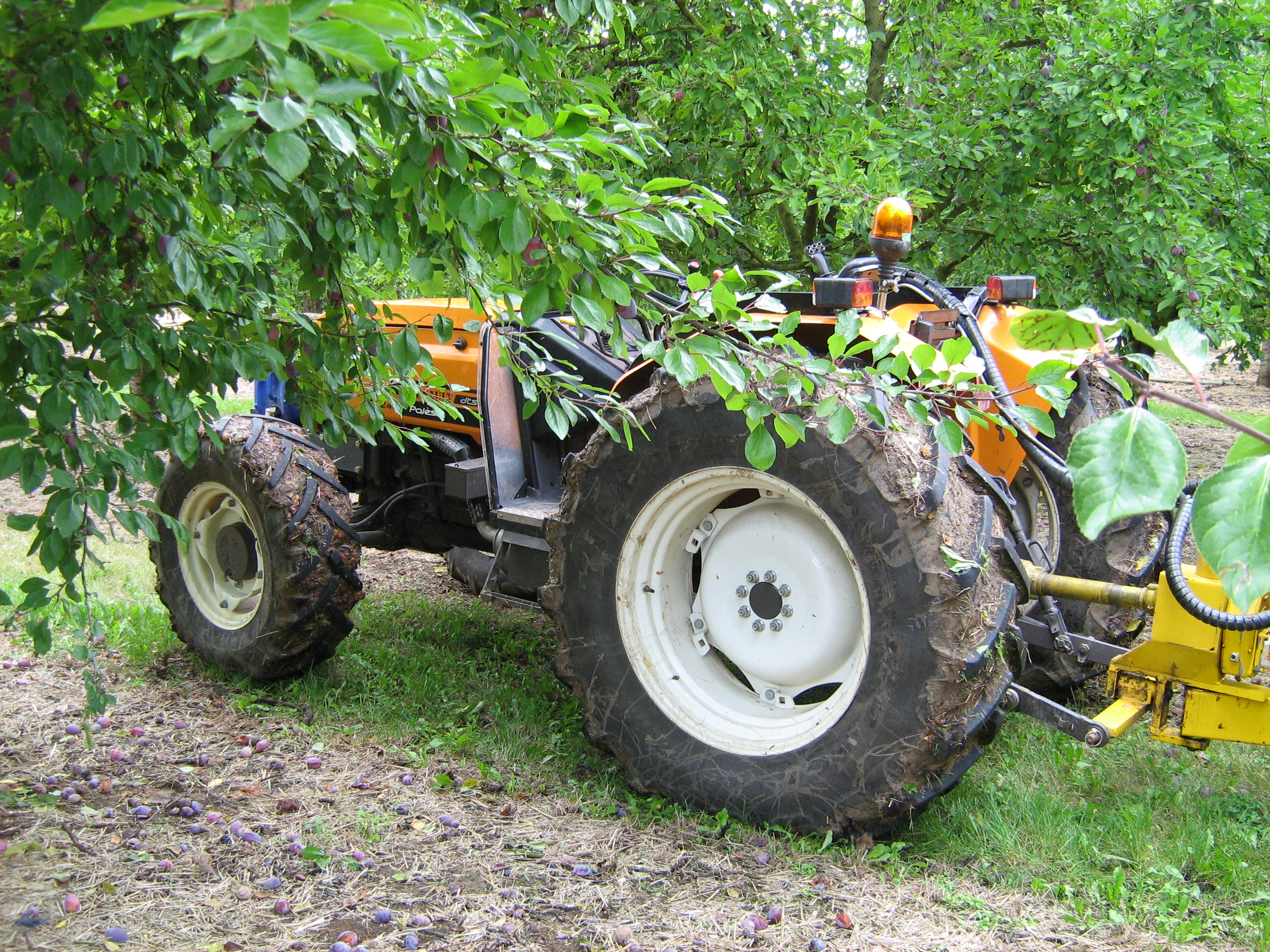

### Захист плодових від шкідників і хвороб
Одним з важливих заходів забезпечення врожайності, поліпшення якості плодоягідної продукції, забезпечення тривалої продуктивності багаторічних насаджень є інтегрований захист плодових і ягідних культур від шкідників і хвороб.
Серед багатьох організаційно-господарських заходів, які в процесі експлуатації саду мають надзвичайно важливе профілактичне значення у зменшенні витрат на захист рослин від шкідливих організмів, є закладання багаторічних насаджень на придатних для тієї чи іншої культури ділянках з використанням високоякісного оздоровленого садивного матеріалу імунних, стійких та толерантних до хвороб і шкідників сортів.
Ці особливості необхідно враховувати ще на етапі проектування садів. У зонах достатнього й надмірного зволоження (Полісся, Північний Лісостеп, Прикарпаття, Закарпаття) потрібно обмежувати промислове вирощування хоча й цінних, але нестійких проти парші сортів яблуні та груші.

## Плодопереробка
Сучасний стан потужностей плодопереробної промисловості України в наш час[коли?] не забезпечує своєчасну переробку вирощених в державі плодів і ягід. Внаслідок цього їх втрати в багатьох господарствах становлять 25—30 % і більше, що в цілому значно знижує економічні показники садівничої галузі.
Основні напрямки використання відходів плодопереробного виробництва:
- виробництво пектину з вичавків пектиновмісної сировини;
- виробництво фруктових порошків з вичавок яблук, груш, смородини та ін.;
- виробництво сиропу (фруктової меляси) з відходів переробки зерняткових культур з подальшим виробництвом оцтової, лимонної, молочної кислот;
- виробництво з ядер кісточок кісточкових культур олії і мигдалевої пасти;
- виробництво із шкарлупи кісточок кісточкових культур активованого вугілля, яке застосовують також як наповнювач спеціальних клеїв, полірувального матеріалу для ливарного виробництва;
- виробництво фруктового кормового борошна;
- виробництво натуральних барвників із відходів інтенсивно забарвленої сировини (аронія чорноплідна, смородина чорна та ін.)[3].

## Сучасний стан
На сьогодні в Україні вирощуванням садивного матеріалу плодових та ягідних культур займаються 173 господарства, в тому числі 10 наукових та 53 спеціалізованих установ. У 2006 році ними вирощено саджанців районованих сортів: плодових — 6624 тисяч шт., ягідників кущових — 25392 тисяч шт., суниці — 8554,6 тисяч шт.
Розсадницькі господарства України у 2006 році порівняно з 2001 роком збільшили обсяги вирощування саджанців зерняткових культур у 2,2 раза, а кісточкових і ягідних — у 1,6 раза. Проте, цього недостатньо для розширення та планомірного відтворення садів, яке в останні роки майже припинилося. Так, у 2001—2005 роках на кожний гектар насаджень із садозміни виводилось 8,9 га старих малопродуктивних сортів.